# Lotte Pritzel
Charlotte Pritzel, detta Lotte (Breslavia, 30 gennaio 1887 – Berlino, 17 febbraio 1952), è stata un'artista e costumista tedesca, una delle artigiane di bambole più famose in Germania dei primi decenni del Novecento.

## Biografia
Charlotte "Lotte" Pritzel nacque il 30 gennaio a Breslavia, figlia del regista berlinese Karl Pritzel e di Elise Brennersdorf. 
Nel 1905, all'età di diciotto anni, si trasferì a Monaco per studiare arte. Non ci sono prove che abbia seguito un percorso di istruzione formale, o frequentato una scuola d'arte; lei stessa amava definirsi un'autodidatta.
A Monaco cominciò a frequentare il circolo degli artisti e la Schwabing bohémien. Tra gli amici vi erano pittori, attori, scrittori e poeti come Franziska zu Reventlow, Erich Mühsam, Jakob van Hoddis, Carl Zuckmayer. 

### Inizio carriera

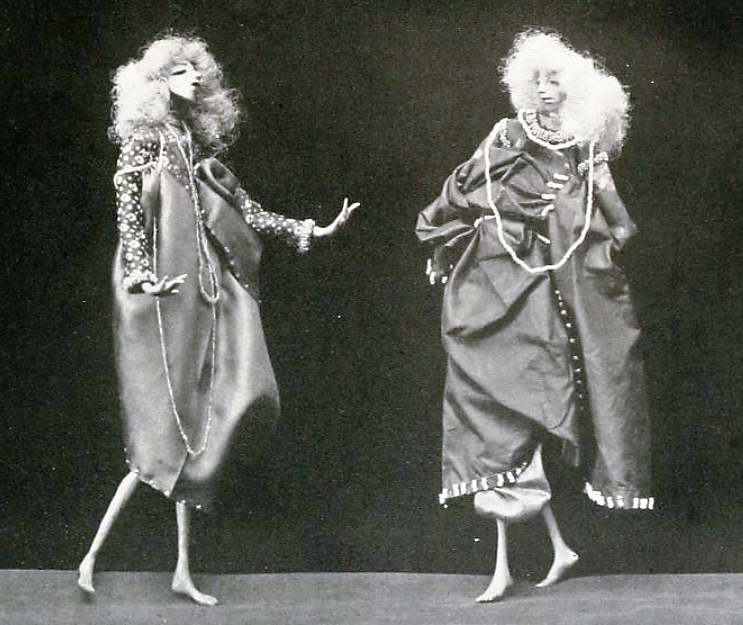
Lotte Pritzel, Puppen für die Vitrinen, ca. 1910

Intorno al 1908 iniziò a realizzare nel suo studio di Schwabing "bambole di cera per teche di vetro" (Puppen für Vitrinen), così chiamate perché esposte in teche o custodie di vetro che ricordavano le collezioni vittoriane di animali imbalsamati. Erano concepite come opere d'arte decorativa, da collocare come ricercati oggetti d'arredamento nelle case dei ricchi acquirenti.
Tra il 1910 e 1923 le immagini delle sue creazioni vennero pubblicate nella rivista artistica di Darmstadt Deutsche Kunst und Dekoration, curata da Alexander Koch, sostenitore dello Jugendstil e del Wiener Moderne.
Intorno al 1912, forse attraverso i contatti di Koch, Pritzel lavorò per circa due anni per Hermann Bahlsen, l'imprenditore tedesco dell'industria alimentare, inventore del biscotto al burro Leibniz, che le commissionò la creazione di una serie di bambole per la sua azienda, poi esposte all'Esposizione universale e internazionale di Gand nel 1913.
Le pubblicazioni nella rivista Deutsche Kunst und Decoration e le mostre alla Hohenzollern-Kunstgewerbehaus di Berlino la resero nota al pubblico.
Nel 1912 una sua bambola venne acquistata dal pittore espressionista Egon Schiele, che qualche anno più tardi ne richiese altre.

### L'incontro con Rilke
die Marionette hat nichts als Phantasie. Die Puppe hat keine und ist genau um so viel weniger als ein Ding, als die Marionette mehr ist. Aber dieses Wenigersein-als-ein-Ding in seiner ganzen Unheilbarkeit, enthält das Geheimnis
ihres Übergewichts»
(R.M. Rilke, Puppen, 1921, p. 11)

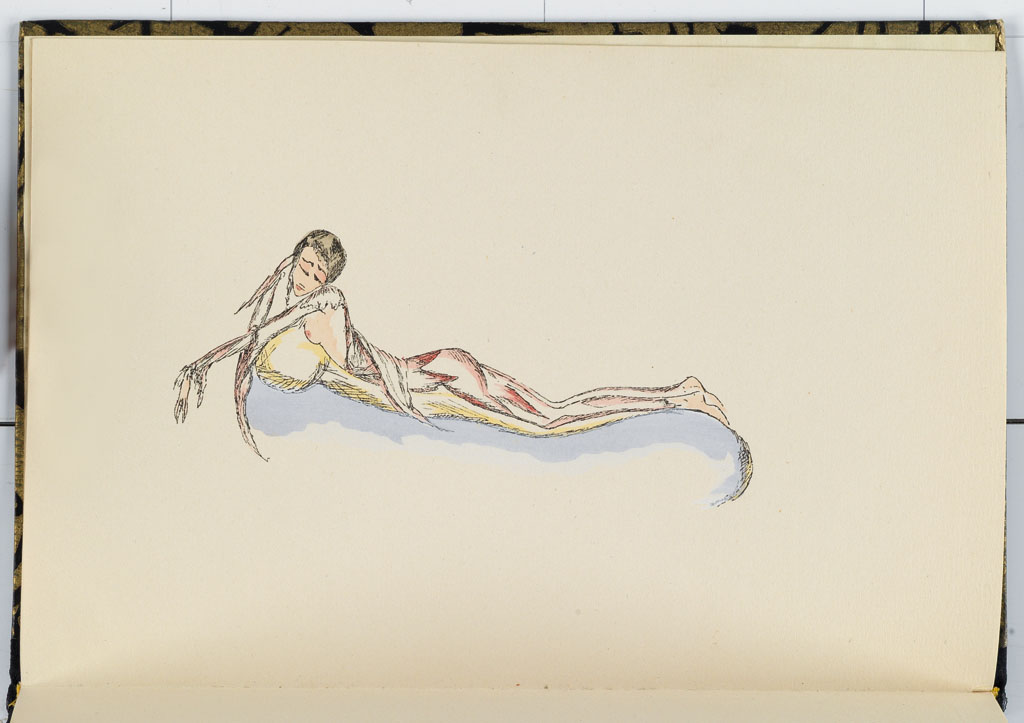
Illustrazione di Lotte Pritzel per il testo di Rainer Maria Rilke Puppen, pubblicato nel 1921

Rilke incontrò Lotta Pritzel nel settembre 1913 ad una mostra di bambole nello studio dell'artista a Monaco, in Kaulbachstraße 69, e restò profondamente affascinato da queste creazioni, che così avrebbe commentato: «È come se desiderassero ardentemente una bella fiamma, per gettarsi in essa come falene».
Poco dopo questo incontro, Pritzel, con cui intrattenne una corrispondenza nell'inverno 1913/14, gli inviò a Parigi diverse illustrazioni del proprio lavoro; nell'autunno del 1914 i due si incontrarono di nuovo a Monaco. Tra fine gennaio-inizio febbraio del 1914 Rilke scrisse un saggio pubblicato nel numero di marzo del Weißen Blätter, intitolato Puppen: Zu den Wachs-Puppen von Lotte Pritzel. Partendo dall'omaggio reso alle bambole di cera di Lotte Pritzel, il poeta boemo ripercorse il cambiamento del rapporto che gli umani intrattengono con le bambole dall’infanzia (la bambola come oggetto familiare, di conforto), all'età adulta (la bambola come corpo estraneo), ed elaborò una propria gerarchia di figure, poi diventata famosa, distinte per il loro livello di vitalità e di libertà di movimento: sul gradino più basso collocò le cose immobili, i giocattoli e le bambole, animati dall’amore e dalla fantasia dei bambini; a un livello superiore pose la marionetta, resa viva dall’uomo (metafora del soggetto moderno dotato di una libertà solo apparente); al gradino più alto, il librarsi etereo dell’Angelo.
Nel 1921 il saggio venne pubblicato come opera autonoma in 1.200 esemplari con 16 litografie di Lotte Pritzel colorate a mano.

### La bohémien di Schwabing
Lotte Pritzel, soprannominata "die Pumerin" (il Puma),  divenne una figura nota nel circolo di artisti bohémien che si incontravano in alcuni famosi caffè della capitale, come il Simplicissimus, il Café Stefanie, il Torggelstuben, il Café Odeon; la sua cerchia di amici comprendeva gli scrittori Klabund, Lion Feuchtwanger, Emmy Hennings, Johannes Becher, l'editore Heinrich F.S. Bachmair, il poeta Jakob van Hoddis, che le dedicò la poesia Indianisch Lied.

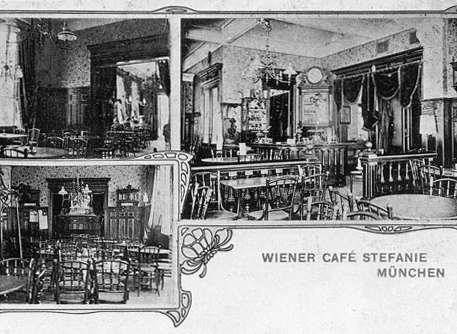
Monaco, Café Stefanie, circa 1900 (Cartolina illustrata)

Intorno al 1912, il grafico e pittore tedesco Ernst Moritz Engert si unì al gruppo e nelle sue Schwabinger Köpfe ritrasse anche Lotte Pritzel e il suo futuro marito, il medico Gerhard Pagel (1886-1954), che Pritzel conobbe a Schwabing.
Nel 1911 Erich Mühsam, che definì Lotte Pritzel "la donna più spiritosa" mai conosciuta, riportò nel suo diario la richiesta da lei rivoltagli di procurargli della cocaina; lei stessa confessò di amare lavorare "in un'intossicazione da morfina". Nel 1918, scrivendo di lei, in Als wär’s ein Stück von mir Carl Zuckmayer, che soggiornò con Lotte Pritzel e Gerhard Pagel nella Clemensstraße di Schwabing, confermò come l'artista continuasse a fare uso di droghe:
"Sto con Lotte Pritzel, la migliore amica di Mirl, sulle cui geniali creature fantoccio furono scritti all'epoca lunghi feuilletons e saggi: delicate creazioni in cera e tessuto di raffinata eleganza, che hanno sempre un tratto infantilmente depravato, come alcuni personaggi di Beardsley - tutt'altro che osceno e quindi tanto più attraente, anche per acquirenti solidi. [. . . ] Per intere notti, quando mi sedevo nel suo studio, al tavolo da cucito, sopra i miei manoscritti sotto deliziosi ritagli di seta e batista, li sentivo entrambi dalla stanza accanto - in quella corsa cerebrale troppo brillante che rende la polvere bianca irresistibile per i tossicodipendenti: parlare, discutere e borbottare tra loro."

### Il successo

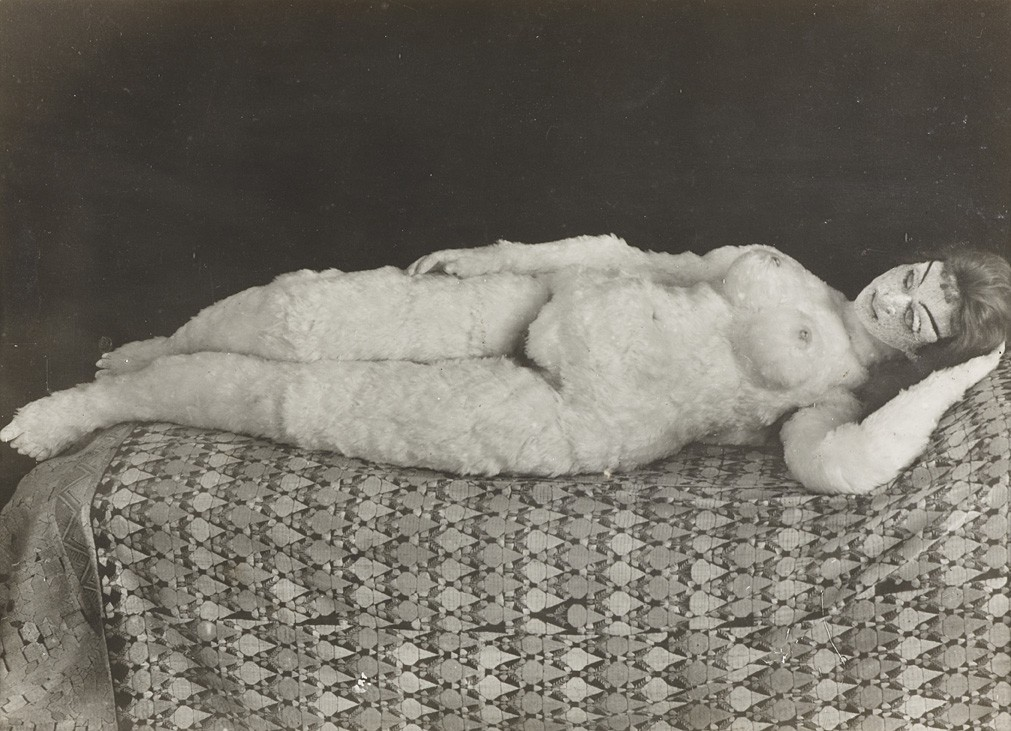
La bambola "feticcio" a grandezza naturale (1919) che Kokoschka commissionò all'artigiana Hermine Moos, dopo aver ricevuto il rifiuto di Lotte Pritzel.

Nel 1916 ebbe luogo la prima mostra di vendita delle bambole per la vetrina del negozio di arti e mestieri Hohenzollern Friedmann & Weber a Berlino. Inizialmente flessibili e fatte di cera, dopo il 1917 le sue bambole vennero decorate con garze, pizzi, perle di vetro e frammenti di broccato. 
Le sue creazioni divennero famose e ottennero un grande successo fra i ricchi borghesi, fino ad essere richieste negli Stati Uniti. Nel 1917 il costo di una bambola Pritzel si aggirava intorno ai 500 marchi d'oro, equivalenti a circa 1.800 euro.
Nel 1919 la fama di Pritzel, fra le artigiane più esperte ed apprezzate del tempo, era ormai consolidata. Il pittore e drammaturgo espressionista Oskar Kokoschka si rivolse a lei commissionandole la realizzazione di una bambola "feticcio" a grandezza naturale, che doveva essere una riproduzione fedele di Alma Mahler, l'amante che lo aveva lasciato; avendo Pritzel rifiutato, a realizzare l'opera, divenuta in seguito oggetto di scalpore, perché esibita a fianco del pittore austriaco in tutte le sue uscite pubbliche, sarebbe stata un'altra artigiana di bambole, cui probabilmente Pritzel lo indirizzò, Hermine Moos.
Le figure di Lotte Pritzel e la sua serie di dodici litografie colorate realizzata nel 1919, Tanz-Bewegungen und Kostüme, furono fonte d'ispirazioni di alcune coreografie create da ballerine come Grit Hegesa, Herta Horn e Niddy Impekoven; quest'ultima, nel film del 1923 Die Pritzel-Puppe eseguì Pritzel-Puppentanz. Anita Berber incluse una "bambola Pritzel" nel suo programma del 1919.
Secondo Ingrid Stilijanov-Nedo risulterebbe evidente "il rapporto forte e strutturale delle bambole con la pratica contemporanea della danza espressionista".

### Anni venti
Il 15 marzo 1921 nacque Imelin Rose, figlia di Lotte Pritzel e del medico Gerhard Pagel, con il quale l'artista aveva una relazione sentimentale dal 1918. La coppia si sposò sei mesi dopo e si trasferì da Monaco a Berlino all'inizio degli anni '20, anche se Pritzel non vi soggiornò stabilmente, forse mantenendo lo studio di Monaco.
La sua presenza nei circoli bohémien berlinesi è testimoniata dalle amicizie strette con John Höxter e Hans Bellmer. Quest'ultimo, che diverrà famoso negli anni trenta per le sue bambole erotiche a grandezza naturale, ricevette da Pritzel i suggerimenti per la costruzione della sua prima poupée; le sue bambole sarebbero state dichiarate "arte degenerata" dai nazisti, costringendolo a fuggire in Francia nel 1936.
Nel 1921 Pritzel pubblicò Das Puppenbuch, in seguito bandito per "oltraggio al costume": consisteva in una raccolta di 32 riproduzioni fotografiche di burattini e bambole di cera realizzate da lei e dalla collega artigiana di bambole Erna Pinner, accompagnate da testi di Theodor Däubler, René Schinckele, Kasimir Edschmid, Carlo Mierendorff.
In questo periodo Lotte ampliò la sua produzione artistica. Oltre alla realizzazione di bambole, stabilì contatti con i teatri di Monaco e Berlino e lavorò come costumista e scenografa per diversi registi, fra cui Max Reinhardt ed Erwin Piscator. Come costumista vestì gli attori in alcuni spettacoli famosi, come Die Kaiserin von Neufundland di Frank Wedekind, pantomima messa in scena nel 1922 al Kammerspiele di Monaco, Kreidekreis di Klabund (1925) e Das Käthchen von Heilbronn di Heinrich von Kleist al Deutsches Theater di Berlino.
La sua popolarità era tale che nel 1923 l'UFA (Universum-Film AG) realizzò su di lei un film documentario, intitolato Die Pritzel-Puppe, diretto da Ulrich Kayser, nel quale Pritzel veniva ripresa nel suo studio mentre creava una delle sue bambole.

### Anni trenta

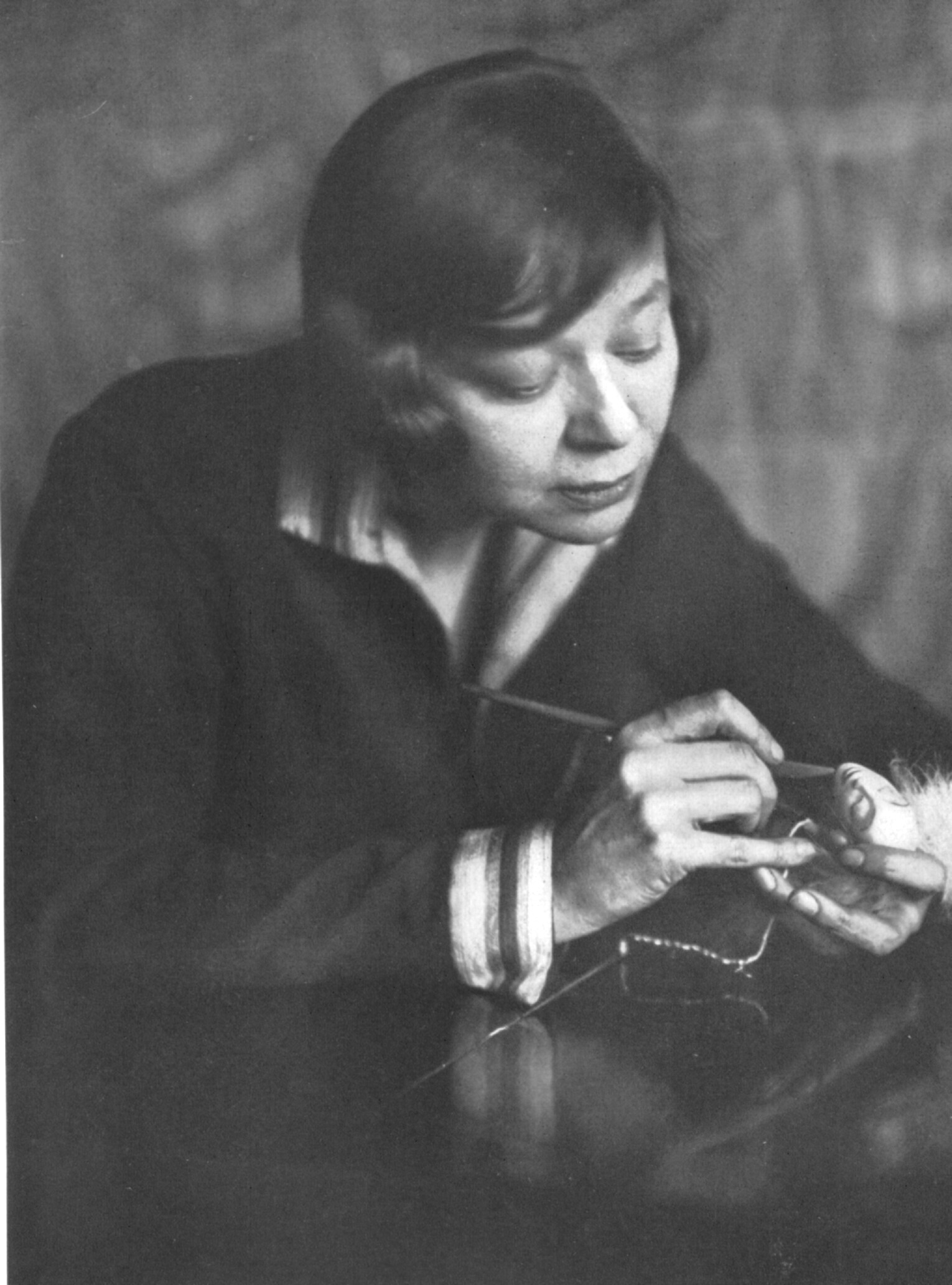
Lotte Pritzel, ca. 1930

Negli anni '30 Pritzel condusse una vita ritirata e, come per moltissimi altri artisti e scultori, divenne sempre più difficile esporre in pubblico e vendere il proprio lavoro: le sue bambole androgine e languidamente erotiche mal si conformavano con i corpi idealizzati promossi dalla politica culturale nazista.
Visse a Reinickendorfer Straße 31, nel quartiere berlinese di Wedding, dove anche Gerhard Pagel aveva il suo studio medico. Durante la guerra la famiglia risiedette nella Spreewald.

### Morte
Il 17 febbraio 1952, all'età di 65 anni, Lotte Pritzel morì al Lazarus Hospital, a causa di un ictus. Il marito morì due anni dopo; la figlia dal 1950 si era stabilita a Londra.
Dopo decenni di oscuramento, l'artista venne riscoperta negli anni ottanta, all'interno del più ampio interesse maturato per le bambole tra i bohémien di Monaco degli inizi del secolo XX. Nel 1987 la città di Monaco le dedicò una mostra personale in occasione del suo centesimo compleanno.

## Puppen für die Vitrinen

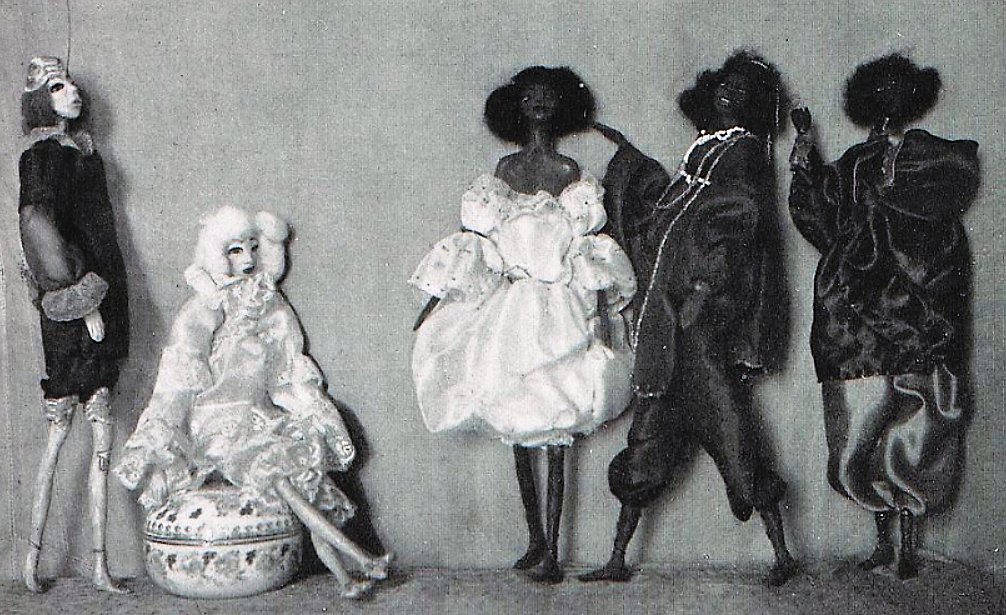
Lotte Pritzel, Puppen für die Vitrinen, ca. 1910

Le bambole create da Lotte Pritzel non erano assimilabili a quelle presenti nel mercato della produzione dei giocattoli per bambini: i corpi quasi scheletrici, i volti truccati, i costumi sfarzosi, l'uso di gioielli e parrucche, le pose sensuali, il genere spesso indefinito, si ponevano agli antipodi del modello tradizionale di bambola destinata ai giochi d'infanzia.
La stessa denominazione che Pitzel assegnò alle sue creazioni, Puppen für die Vitrinen - evocante le teche di vetro dei musei, dietro alle quali venivano conservati ed esposti al pubblico insetti, fossili o reperti preziosi, oppure le vetrine domestiche di oggetti e souvenir - indicava che le bambole erano intoccabili e autosufficienti, fornendo un tratto distintivo della sua opera, che non andava confusa con quella di altre produttrici di bambole del tempo, come Marion Kaulitz o Erna Pinner.
Le figure create da Pitzel, alte dai 27 ai 65 centimetri, rappresentavano danzatori, amanti malinconici, cortigiane, donne di razze diverse, misteriosi Pierrot, Arlecchini, madonne, angeli con fisionomie "che ricordano Beardsley”.
Gli arti delle bambole, estremamente affusolati, e la testa, arricchita da parrucche di cotone o da capelli in fili d'oro, erano modellati con la cera, mentre il corpo, retto da una struttura di metallo, veniva impreziosito con gioielli ed elaborati costumi di pizzo e broccato. I ricchi abiti erano ispirati per lo più allo stile rococò, suscitando, come prima impressione, la sensazione di un anacronismo. Frequente era anche il riferimento alla commedia dell'arte, o a scenari orientaleggianti. Il genere di queste figure, con teste e mani in movimento, e in pose teatrali, risultava spesso indefinito, ambiguo.

### Deutsche Kunst und Dekoration
Tra il 1910 e il 1927 la rivista Deutsche Kunst und Dekoration pubblicò sette articoli su Lotte Pritzel, corredati da illustrazioni delle sue opere, che permettono di seguire l'evoluzione del suo stile, sia nella forma che nelle strategie di presentazione delle bambole.

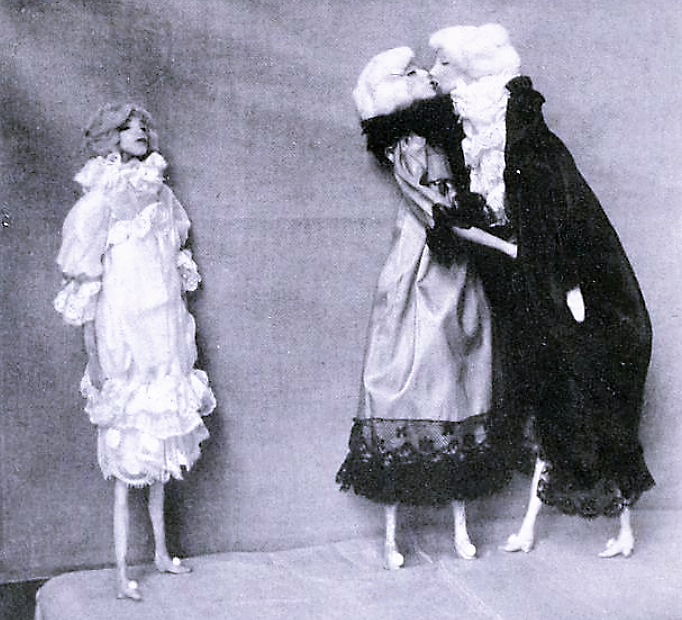
Lotte Pritzel, Puppen für Die Vitrinen, ca. 1910

Nelle quattordici illustrazioni del numero del 1910-1911 le bambole, senza nome né didascalie esplicative, accomunate solo dal titolo Puppen für Vitrinen, sono ritratte e raggruppate con cura, per dar luogo a composizioni narrative, in cui gli sfondi contribuiscono a rafforzare l'idea di un proscenio teatrale; nessuna di loro è ripresa singolarmente. Wilhelm Michel in un articolo del 1914 scrisse che le figure sembravano essere nate "da una novella galante o da una fiaba ardita o da una bella leggenda" e che l'arte di Lotte Pritzel si era avvicinata tecnicamente "alle raffigurazioni di presepi".
La rappresentazione di scene in cui le figure venivano poste in contatto fra di loro, probabilmente utilizzata dall'artista anche nelle sue prime mostre, rivelano il suo interesse per la performance. Nel libro illustrato pubblicato nel 1921 le immagini di Pritzel erano accompagnate da testi di diversi autori che riportavano racconti o impressioni sulle bambole. In una mostra allestita dall'artista a Palais Stoundza, a Baden-Baden, le bambole erano state disposte in una modalità che ricordava uno dei racconti del libro: i visitatori venivano condotti dentro una stanza in precedenza chiusa a chiave, illuminata da candele e con molti specchi, in cui le bambole si trovavano collocate in nicchie, con sfondi appositamente creati per far emergere la loro personalità.
Dopo il 1914 nelle illustrazioni pubblicate si nota un cambiamento nella struttura e nella disposizione delle bambole e delle altre figure: mentre in precedenza esse avevano gambe e braccia mobili, dal 1914 vennero fissate su piedistalli, sempre più elaborati, che sembravano alludere al loro status di scultura, di arte autonoma. Le illustrazioni presentavano sempre più figure singole; le scenette di gruppo, i tableaux, diminuirono progressivamente.
All'inizio degli anni venti gli originari pupazzetti dagli arti mobili, i Pierrot e le Colombine che raccontavano avventure della vita amorosa, lasciarono il posto a rappresentazioni più statiche - sempre più frequentemente contrassegnate da un nome: Simonetta, Ganimede, Onfale, Orfeo, Sebastiano, Bajadere - evocanti "ricordi degli stili più bizzarri, continenti remoti e culture sommerse". Ognuna di queste figure si presentava come scultura autonoma; le illustrazioni pubblicate nelle riviste sembravano utilizzare e strategia di rappresentazione proprie delle star del cinema muto e dei manichini surrealisti, accentuando la loro artificialità.

### Erotismo

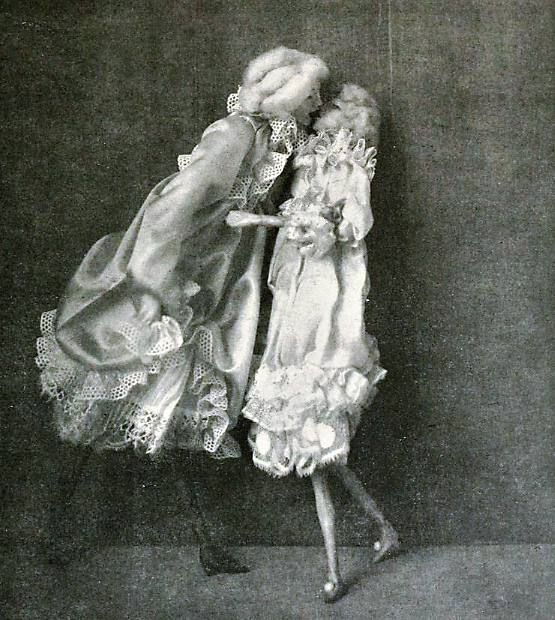
Lotte Pritzel, Puppen für Die Vitrinen, ca. 1910

Wilhelm Michel nel suo articolo Puppen von Lotte Pritzel, pubblicato nel 1914 sulla rivista Deutsche Kunst und Dekoration, sottolineò come il sentimento erotico giocasse un ruolo decisivo nell'opera di Lotte Pritzel. Le sue bambole, scrisse, "aprono occhi ebbri, pieni della malinconia d'amore; si chinano imploranti sulla mano cerea di un compagno, conoscono i brividi in cui si chiudono gli occhi e allungano quasi dolorosamente le mani per difendersi, conoscono il desiderio e la dolce fatica."
Gli autori degli articoli sull'artista pubblicati in questa rivista nel corso di circa un decennio fanno anche spesso riferimento alla natura ambivalente delle sue creazioni, "soprammobili di atmosfere amorose", "simili a piccole strofe erotiche dell'età di Casanova": le figure di Pritzel trasmettono spensieratezza e leggerezza, infantile innocenza, ma nello stesso tempo prendono vita come "improvvisazioni di un subconscio", riflettono "condizioni di vita oniriche", assumono pose provocatrici, sataniche; "si rannicchiano e si baciano, pure e toccanti, ma beffarde e depravate. Se tieni in mano le bambole di Lotte Pritzel singolarmente, sono giocattoli con cui puoi fare quello che vuoi. Se le lasci interagire liberamente, ottengono una vita demoniaca propria."
In alcuni testi la malattia mentale del poeta espressionista tedesco Jacob van Hoddis, con cui Lotte Pritzel intrattenne una relazione amorosa nei primi anni dieci, venne messa in relazione con le sue bambole, viste come un'estensione della sua stessa natura: "L'affascinante e spiritosa Lotte Pritzel, il suo grande amore, lo aveva ospitato durante la sua prima visita a Monaco, ma - come riferisce Loewenson - non era andata a letto con lui. Ha affascinato Hoddis, ma voleva non essere toccata da lui. In un certo senso, Lotte Pritzel corrispondeva alle sue morbose bambole di cera, dalle quali emana l'odore dell'innocente, del santo e del raffinato lascivo e vizioso. D'ora in poi il suo desiderio si rivolse a entrambi e portò a un delirio misticamente osceno, dal quale l'altro amico cercò poi di soccorrerlo."
Il titolo della mostra che la città di Monaco dedicò all'artista nel 1987, riscoprendo il suo lavoro dopo decenni di oblio, fece riferimento alla connotazione erotica della sua produzione: Lotte Pritzel (1887-1952), Puppen des Lasters, des Grauens und der Ekstase (Lotte Pritzel. Bambole di vizio, di orrore e di estasi).

## Critica

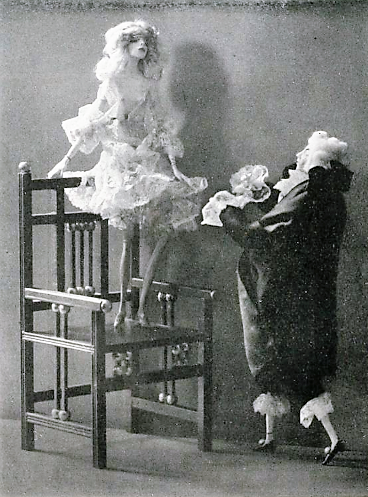
Lotte Pritzel, Puppen für die Vitrinen, ca. 1912

Nel 1923 la critica e storica d'arte statunitense Helen Appleton Read, nel presentare per la prima volta al pubblico americano le opere di Pritzel, sostenne che esse rappresentavano - insieme alle creazioni di Marie Vassilief di Parigi, Katherine Paar di Vienna, Erna Pinner di Francoforte - l'esempio più evidente della nuova bambola cui scrittori e poeti si erano innamorati alla vigilia della prima guerra mondiale: una bambola "maggiorenne", dotata di una propria personalità, originale espressione artistica resa in sculture di stoffa, seta o cera, impossibile da commercializzare, al contrario delle popolari bambole "Käthe Kruse".
In particolare Appleton Read definì le creazioni di Pritzel, annoverate nella categoria delle Kultur Doll, "orchidee in forma umana, escrescenze di una mente nevrotica", ispirate al cattolicesimo barocco, "alle figure agonizzanti inseguite dalla morte e dalla peste", e ai disegni di Aubrey Beardsley, alle sue "aristocratiche fantasie erotiche su Salomé, Pierrot o le dame incipriate di Versailles".
Max von Boehn, per il quale le prime mostre di Pritzel rappresentarono una "rivelazione" nel mondo dell'arte, nel suo saggio del 1929 su Lotte Pritzel propose di non usare il termine "bambola" per le sue creazioni - che anch'egli paragonò a quelle di Aubrey Beardsley, oltre che alle tele di El Greco - poiché questo termine poteva essere fuorviante, per la forza psicologica che esse possedevano "in netto contrasto con le loro forme di farfalla." Così concludeva: "Le bambole di Lotte Pritzel hanno più dell'essenza della nostra epoca di un intero palazzo di vetro pieno di immagini moderne".
Secondo Ayres, l'estetica dei corpi delle bambole di Pritzel, le forme sinuose e allungate affondavano le loro radici nel simbolismo e nello Jugendstil, il tratto androgino nei disegni di Gustav Klimt; "i corpi tesi e contorti, le mani articolate nelle forme dell'espressionismo viennese", tradotte dall'artista in versione tridimensionale.
Nina Lübbren, indagando sui materiali utilizzati nella produzione artistica di oggetti domestici di piccola scala da parte di quattro artiste della Germania dei primi decenni del Novecento, ha rilevato come le bambole di Pritzel non facessero parte dell'arte applicata regionale, né fossero realizzate con l'alto materiale artistico del bronzo; l'artista utilizzò molti materiali tradizionalmente associati al ricamo domestico e alla produzione domestica, come tessuti e perline. Le sue creazioni "gender-fluid", costruite con materiali flessibili, morbidi e malleabili, vengono da lei contrapposte alle successive creazioni di Bellmer, ispirate alla stessa Pritzel, "feticci femminili e pre-puberali", realizzati con legno, gesso, barre di metallo e bulloni, dall'effetto aspro.
Secondo Nina Lübbren e Barbara Borek le bambole Pritzel appartenevano ad un regno intermedio fra sculture artistiche e oggetti decorativi: fatte di cera, dall'aspetto vivace, giocoso e tuttavia serio, non erano né arte "alta", né semplici accessori.

## Produzione e mostre
Sono state identificate più di 200 opere di Lotte Pritzel, di cui circa 1/5 conservate in collezioni private (diverse opere vennero acquisite da suoi contemporanei, come l'architetto Ernst Friedmann, l'editore Alexander Koch e il pittore Egon Schiele) e pubbliche. Oltre che nel Museo della città di Monaco, alcune opere si trovano presso l'Egon Schiele Art Centrum di Český Krumlov e il Hessisches Landesmuseum a Darmstadt.

### Mostre
- 1987. Puppen des Lasters, des Grauens und der Ekstase, Monaco[38]
- 2002-2003. The Puppet Artist and Costume Designer Lotte Pritzel, Berlino
- 2015. Ab Nach München! – Künstlerinnen um 1900, Monaco, 12.09.2014 – 08.02.2015.
- 2022. Frei lebenǃ Die Frauen der Boeme, 1890-1920, Monaco[58]

## Galleria d'immagini

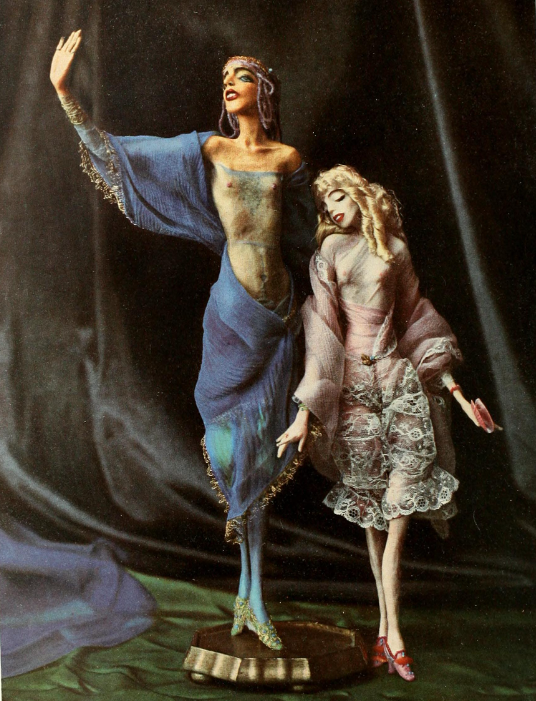
Lotte Pritzel, Vitrinen-Puppen, ca. 1910
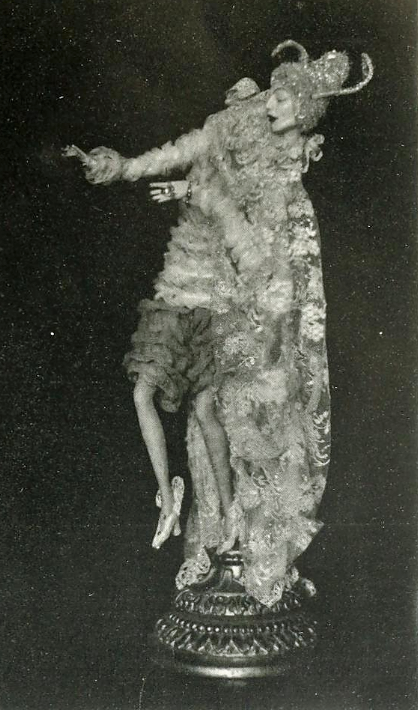
Lotte Pritzel, Tänzer, ca. 1916
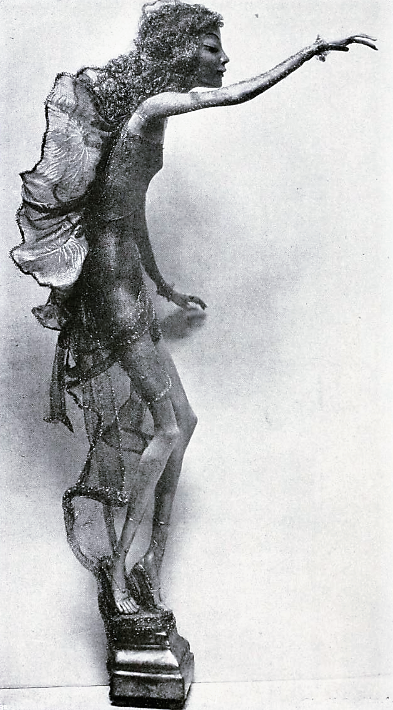
Lotte Pritzel, Libelle, ca. 1919
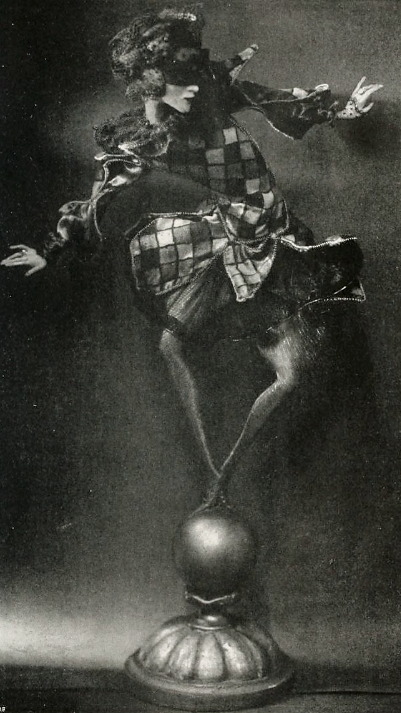
Harlekin, ca. 1919
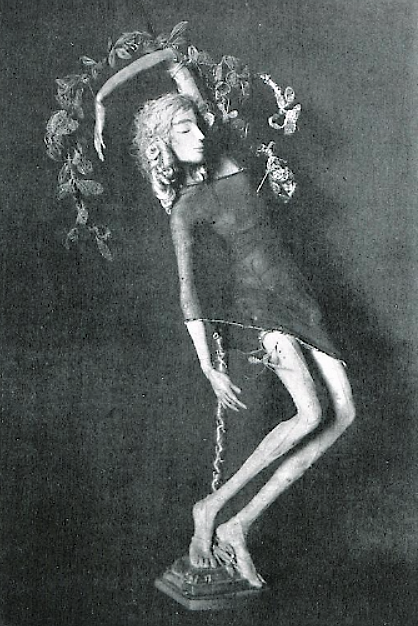
Sebastian, ca. 1923
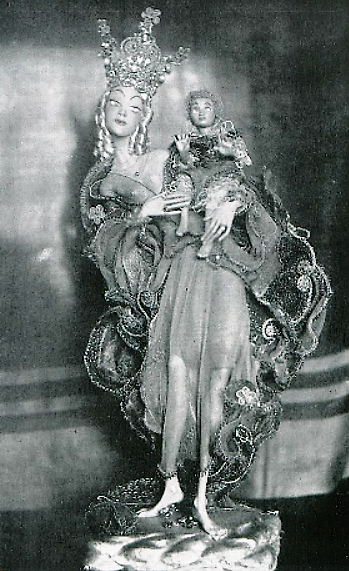
Lotte Pritzel, Madonna, ca. 1923